# Yamasees
Les Yamasee étaient une confédération de peuples amérindiens qui vivaient dans la région côtière sur les rives du fleuve Savannah, fleuve frontière des États actuels de la Géorgie et de la Caroline du Sud, puis plus tard dans le nord-est de la Floride où ils se sont alliés avec les Espagnols contre les Britanniques.

## Historique
Dès la fin du XVIe siècle, les Espagnols implantèrent des missions catholiques sur leur territoire, mais ils ne furent pas évangélisés ; puis, dans les années 1670, la tribu des Westo les forcèrent à s'installer au sud du Savannah. Les attaques des pirates à la fin du XVIIe siècle, contraignirent les Yamasee à migrer et certains sont allés se réfugier en Floride. D'autres retournèrent sur les rives du Savannah après que les Westo furent anéantis. Ils devinrent les alliés de la Province de Caroline, l'une des treize colonies anglaises d'Amérique du Nord. Les Yamasee de Floride se révoltèrent contre les Espagnols en 1687 et s'installèrent en Caroline du Sud où ils furent autorisés à rester. En 1715-1717, ils attaquèrent les colons de Caroline (guerre des Yamasee). La milice finit par les écraser à la bataille de Salkehatchie sur la Combahee River. Les Yamasee migrèrent alors dans la région de Saint Augustine en Floride et s'allièrent avec les Espagnols contre les Anglais. Les multiples conflits avec les Blancs mais aussi avec les Creeks décimèrent leurs populations, dont une partie finit par se fondre avec les Séminoles.